# Vicia eristalioides
Vicia eristalioides là một loài thực vật có hoa trong họ Đậu. Loài này được Maxted miêu tả khoa học đầu tiên.